# Campeonato nacional de Estados Unidos 1920

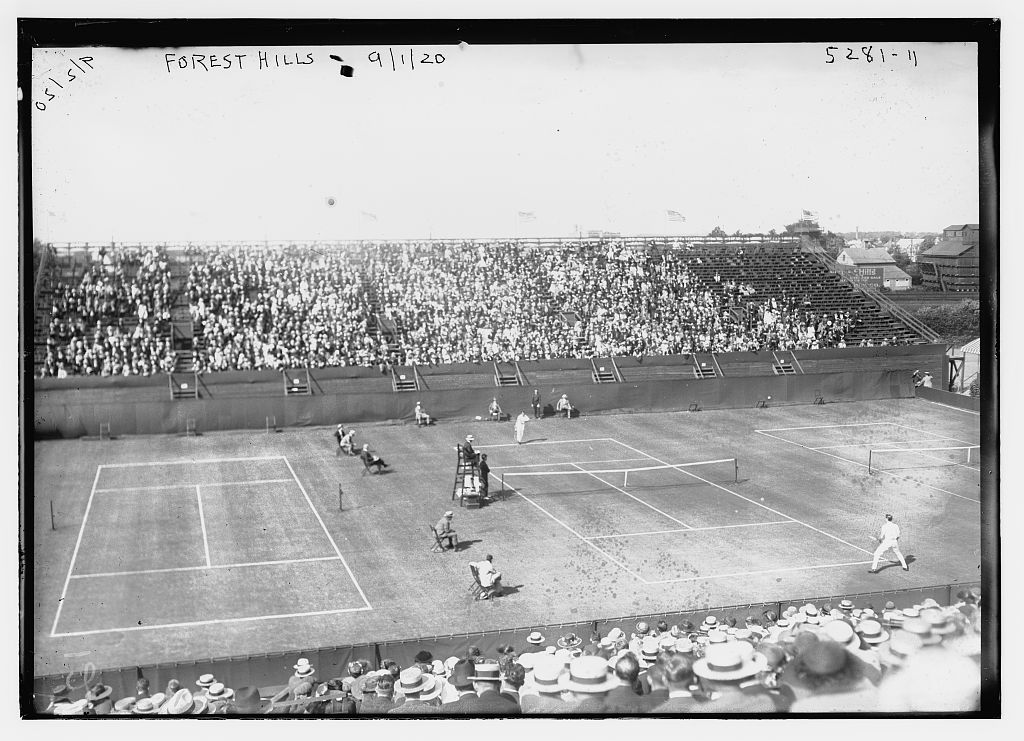
Fotografía del Campeonato Nacional de Tenis estadounidense de 1920, Forest Hills

Lista de los campeones del Campeonato nacional de Estados Unidos de 1920:

## Senior

### Individuales masculinos
Bill Tilden vence a  Bill Johnston, 6–1, 1–6, 7–5, 5–7, 6–3

### Individuales femeninos
Molla Bjurstedt Mallory vence a  Marion Zinderstein, 6–3, 6–1

### Dobles masculinos
Bill Johnston /  Willis Davis vencen a  Roland Roberts /  Vincent Richards, 6–2, 6–2, 6–3

### Dobles femeninos
Marion Zinderstein /  Eleanor Goss vencen a  Eleanor Tennant /  Helen Baker, 6–3, 6–1

### Dobles mixto
Hazel Wightman /  Wallace Johnson vencen a  Molla Bjurstedt Mallory /  Craig Biddle, 6–4, 6–3
| Predecesor: 1919                         | Campeonato nacional de Estados Unidos 1920 | Sucesor: 1921                           |
| Predecesor: Campeonato de Wimbledon 1920 | Grand Slam 1920                            | Sucesor: Campeonato de Australasia 1921 |

- Datos: Q2410724